# Trade Tower
Tháp thương mại ở quận Gangnam, Seoul, là một trong những tòa nhà cao nhất Hàn Quốc. Tòa tháp thương mại cao 54 tầng được xây dựng vào năm 1988 và cao 748 feet (228 m). Nó giống như hai tòa tháp phản chiếu hình ảnh lẫn nhau. Nó là một phần của COEX complex. Tầng thứ 52 là nhà hàng.

## Văn hóa Pop
Giây thứ 30 trong video âm nhạc Gangnam Style, có thể nhìn thấy tòa nhà ở phía sau trong khi PSY thực hiện động tác nhảy ngựa trên nóc tòa nhà ASEM Tower. Nó có thể một lần nữa từ phút thứ 1:28 trong video.

## Liên kết
- Website chính thức